# Bonifatius – Das Musical
Bonifatius – Das Musical wurde anlässlich des 1250. Todestages von Bonifatius am 3. Juni 2004 in Fulda uraufgeführt.
Das Musical entstand auf Initiative des spotlight Musicalproduktion-Produzententeams Dennis Martin (Komposition, Liedtexte), Zeno Diegelmann (Libretto), Peter Scholz (Musikproduktion, Vocal Coach) und Michael Weiß (Produktionsleitung, † Juli 2006).
Das Musical wurde zum Musical des Jahres 2005 gewählt.

## Inhalt
Das Musical handelt von Bonifatius, der im Jahre 722 von Papst Gregor II. nach Germanien gesandt wurde, um die Heiden zum christlichen Glauben zu bekehren. Zusammen mit seinem Schüler Sturmius, unterstützt durch den fränkischen Hausmeier Karl Martell macht er sich, begleitet von dessen Söhnen, auf nach Buchonia. Dort betreiben die Geschwister Luidger und Alrun eine Schänke. Alrun träumt von der weiten Welt und verliebt sich sofort in den jungen Sturmius. Bonifatius erfährt von Radbod, dem friesischen Herzog. Großen Eindruck erlangt er bei den Heiden, als er Radbod daran hindert ein Menschenopfer für den Gott Donar zu bringen und darüber hinaus auch noch die den Friesen heilige Donareiche fällt ohne vom Blitz erschlagen zu werden. Während der darauf folgenden Taufwelle klagt eine Mutter die Kirche an, die sich am Volk bereichert und ihren Mann auf dem Gewissen hat. Bonifatius ist entsetzt, als er vom Leben des Bischofs Gewilip von Mainz erfährt. Dieser regiert mit Angst und Einschüchterung, um selbst ein dekadentes Leben führen zu können. Bonifatius schickt Sturmius mit der Bitte um die Absetzung von Bischof Gewilip und dem Gesuch ein Kloster gründen zu dürfen nach Rom. Beidem wird stattgegeben. Gewilip schwört auf Rache und verbündet sich mit Radbod. Zusammen locken sie Bonifatius mit einem gefälschten Schreiben des Papstes nach Dokkum. Nachdem Sturmius eine echte Nachricht aus Rom bekommt, wird ihm der Hinterhalt klar und er eilt Bonifatius nach. Aber er kann ihn nicht mehr retten, die Falle endet für Bonifatius tödlich. Sein letzter Wille ist, dass Sturmius ihn zurück nach Fulda bringen und sein Werk fortsetzen möge. Dies beendet die Liebesbeziehung zwischen Alrun und Sturmius endgültig.
Aufgrund des großen Erfolges im Jahr 2004 mit 38 ausverkauften Vorstellungen und 26 600 Zuschauern kam es im Jahr 2005 zu einer Wiederaufnahme des Stückes mit 44 Vorstellungen, die von 28 184 Zuschauern gesehen wurden. Im August und September 2006 wurde das Musical in Fulda für 30 Vorstellungen gespielt. Insgesamt hatte das Musical in drei Spielzeiten eine Auslastung von 96 %, 110 Shows und über 70.000 Zuschauer. Das Musical war darüber hinaus vom 12. bis 28. Oktober 2006 am Musical Theater Bremen zu sehen und wurde dort von 11.000 Zuschauern besucht.
Im Sommer 2010 war das Musical zwischen dem 23. Juli und 8. August bei 33 Aufführungen in einer neuen Version im Fuldaer Stadtschloss, sowie vom 19. bis 22. August 2010 im Theater Erfurt zu sehen.
Am 22. August 2019 fand die Premiere einer Neuinszenierung als Open-Air-Event mit umfassender musikalischer und dramaturgischer Überarbeitung des Stücks auf dem Fuldaer Domplatz im Rahmen des 1275. Fuldaer Stadtjubiläums statt. In weiteren 7 Vorstellungen an den darauf folgenden Tagen spielten 27 Darsteller, 53 Orchestermusiker und ein Chor mit 130 Mitwirkenden auf der 56 m breiten Bühne mit der Fassade des Fuldaer Doms als Bühnenprospekt vor jeweils 4300 Zuschauern.

## Macher
- Regie: Reinfried Schießler
- Choreographie: Julia Poulet
- Bühnenbild: Bernd-Heinrich Sogel
- Lichtdesign: Sabine Wiesenbauer
- Kostüme: Claudia Kuhr
- Musikalische Einstudierung: Peter Scholz/Dennis Martin

## Besetzung
- Bonifatius: Reinhard Brussmann / Ethan Freeman
- Alrun: Sabrina Weckerlin
- Sturmius: Dirk Johnston
- Lioba: Mara Dorn
- Gewilip: Christian Schöne
- Willibald: Artur Ortens
- Radbod: Daniel Dodd-Ellis

## Lieder
| - Prolog - Bonifatiushymne - Ein Mann, ein Wort - Wann trägt der Wind mich fort | - Die Herrscharen des Odin - Die Donar Eiche - Schön, dich wieder zu sehen - Die Taufe / Die Wahrheit | - Bischof Gewilip von Mainz - Gib mir Kraft - Die Audienz - Wenn das wirklich Liebe ist | - Salz der Erde - Der Komplott - Abendrot - Selbsterkenntnis |